# Carl Mortensen
Carl Lauritz Mortensen (Oslo, 2 de março de 1919 — 1 de novembro de 2005) foi um velejador norueguês, medalhista olímpico. Ele competiu nos Jogos Olímpicos de Verão de 1952 na classe 6 Metre e conquistou a medalha de prata na disputa a bordo do Elisabeth X com Finn Ferner, Tor Arneberg, Johan Ferner e Erik Heiberg.